# Kožuchovce
Kožuchovce é um município da Eslováquia, situado no distrito de Stropkov, na região de Prešov. Tem 6,15 km² de área e sua população em 2018 foi estimada em 57 habitantes.

## Demografia
| Ano:        | 1994 | 2004   | 2014   | 2024    |
| ----------- | ---- | ------ | ------ | ------- |
| Broj ljudi: | 72   | 73     | 67     | 46      |
| Razlika:    |      | +1,38% | -8,21% | -31,34% |

| Ano:               | 2023 | 2024   |
| ------------------ | ---- | ------ |
| Número de pessoas: | 47   | 46     |
| Diferença:         |      | -2,12% |